# Ryukyugoudlijster
De Ryukyugoudlijster (Zoothera major) is een zangvogel uit de familie Turdidae (lijsters). De Japanse naam is Ootoratsugumi (オオトラツグミ).

## Verspreiding en leefgebied
Deze soort is endemisch op de Riukiu-eilanden in de Oost-Chinese Zee ten zuidwesten van Japan.